# La Losilla
La Losilla ist ein Ort und eine zur bevölkerungsarmen Serranía Celtibérica gehörende Gemeinde (municipio) mit nur noch 13 Einwohnern (Stand: 2024) in der Provinz Soria im Osten der autonomen Gemeinschaft Kastilien-León in Spanien. 

## Lage
La Losilla liegt ca. 19 Kilometer (Fahrtstrecke) nordöstlich der Provinzhauptstadt Soria in einer Höhe von ca. 1175 m. Das Klima ist gemäßigt bis warm; Regen (522 mm/Jahr) fällt hauptsächlich im Winterhalbjahr.

## Bevölkerungsentwicklung
| Jahr      | 1970 | 1981 | 1991 | 2001 | 2011 | 2021 |
| Einwohner | 38   | 34   | 23   | 19   | 14   | 12   |

## Sehenswürdigkeiten

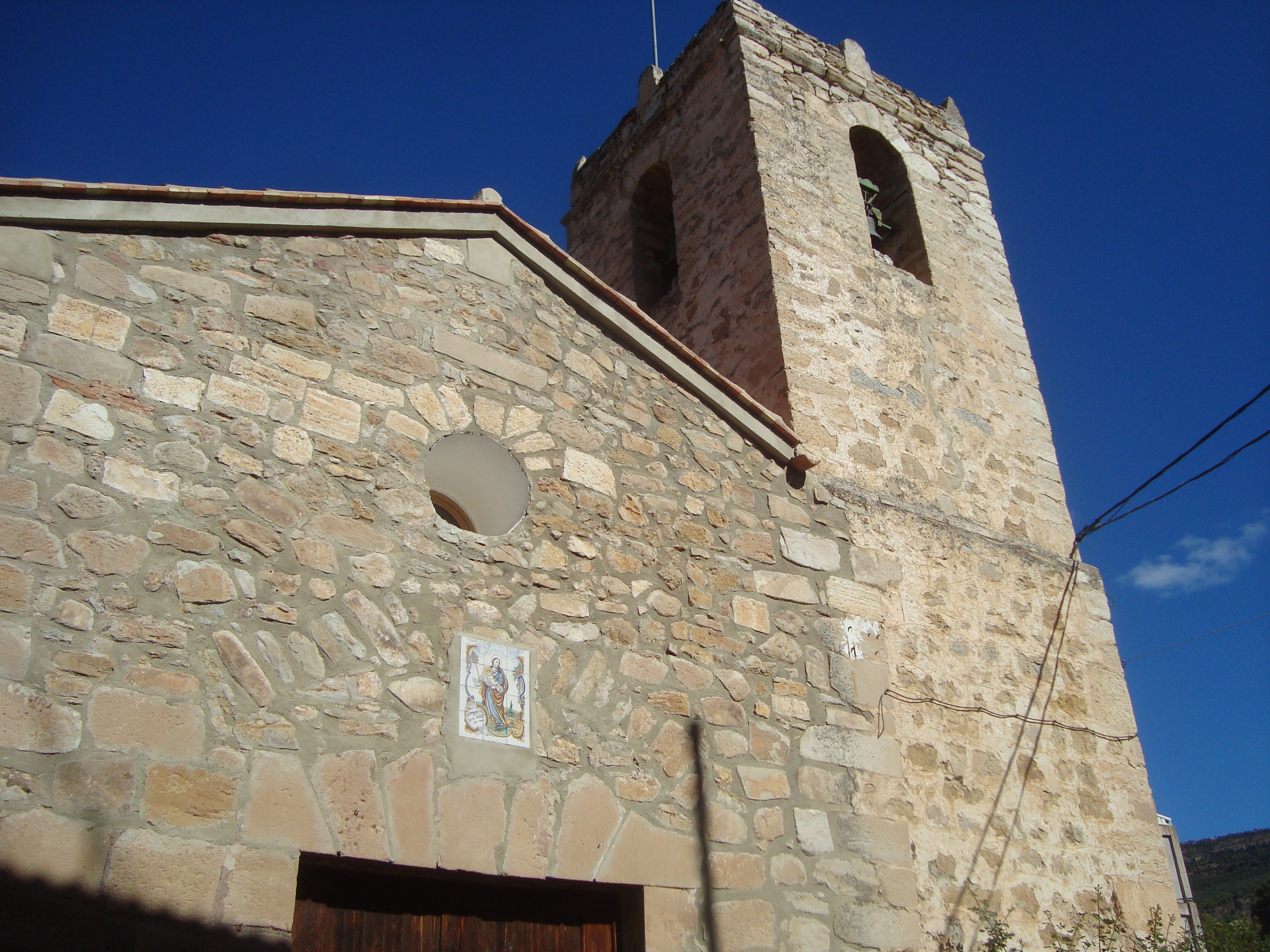
Josephuskirche

- Josephuskirche